# Дана Гілберт
Дана Гілберт (англ. Dana Gilbert; нар. 26 листопада 1959) — колишня американська тенісистка.
Найвищу одиночну позицію світового рейтингу — 46 місце досягла 17 січня, 1983 року.
Здобула 2 одиночні та 1 парний титул.
Найвищим досягненням на турнірах Великого шолома було 4 коло в одиночному розряді.

## Фінали Туру WTA

### Одиночний розряд (2-0)
| Результат | Дата          | Турнір            | Рівень            | Покриття | Суперниця        | Рахунок  |
| --------- | ------------- | ----------------- | ----------------- | -------- | ---------------- | -------- |
| Перемога  | Серпень 1978  | Індіанаполіс, США | $35,000 (Colgate) | Ґрунт    | Вівіана Гонсалес | 6–2, 6–3 |
| Перемога  | Жовтень, 1980 | Нагоя, Японія     | $50,000 (Colgate) | Тверде   | Барбара Джордан  | 5–1 ret  |

### Парний розряд (1-0)
| Результат | Дата          | Турнір             | Рівень            | Покриття | Партнерка        | Суперниці                      | Рахунок  |
| --------- | ------------- | ------------------ | ----------------- | -------- | ---------------- | ------------------------------ | -------- |
| Перемога  | Жовтень, 1980 | Japan Open, Японія | $50,000 (Colgate) | Тверде   | Пінат Луї Гарпер | Неріда Грегорі Маріе Пінтерова | 7–5, 7–6 |